# Body and Soul (Joe Jackson)
Body and Soul è un album del musicista britannico Joe Jackson, pubblicato dall'etichetta discografica A&M nel 1984.
Tutti i brani sono composti e arrangiati dallo stesso interprete, che del disco è anche produttore insieme con David Kershenbaum.
Il disco conquisterà la Top 20 sia in Gran Bretagna che negli Stati Uniti (e la sedicesima posizione in Italia), grazie anche a un tour massacrante di due anni dal quale Jackson uscirà distrutto, meditando persino il ritiro.

## Tracce

### Lato A
1. The Verdict
2. Cha Cha Loco
3. Not Here, Not Now
4. You Can't Get What You Want (Till You Know What You Want)
5. Go for It

### Lato B
1. Loisaida
2. Happy Ending (featuring Elaine Caswell)
3. Be My Number Two
4. Heart of Ice